# كيس تيمر
كيس تيمر (بالهولندية: Kees Timmer)‏ هو رسام هولندي، ولد في 20 يونيو 1903 في زاندام في هولندا، وتوفي في 24 يناير 1978 في روتردام في هولندا.